# Lviv
Lviv (tiếng Ukraina: Львів L’viv, IPA: [lʲviw] ⓘ; tiếng Ba Lan: Lwów; tiếng Nga: Львов, L'vov; tiếng Đức: Lwiw; tiếng Latinh: Leopolis; hay Lvov (tiếng Nga: Львов, Lvov), là một thành phố ở phía Tây của Ukraina, trung tâm hành chính của tỉnh Lviv. Thành phố này được xem là một trong những trung tâm văn hóa lớn của Ukraina. Dân số: 717.273 người (số liệu năm 2022), trong đó 88,1% là người Ukraina, 8,9% người Nga, 0,3% người Do Thái, 0,9% người Ba Lan, 0,4% người Belarus và 0,1% người Armenia. Hàng ngày Lviv có khoảng 200.000 người từ các vùng khác đến làm việc. Thành phố Lviv là nơi có nhiều ngành công nghiệp, nhiều viện nghiên cứu lớn (Đại học Lviv, Đại học Bách khoa Quốc gia Lviv). Ở đây có Nhà hát opera và ba-lê Lviv. Thành phố có lịch sử 750 năm, trung tâm thành phố được UNESCO công nhận là di sản thế giới.

## Bộ sưu tập

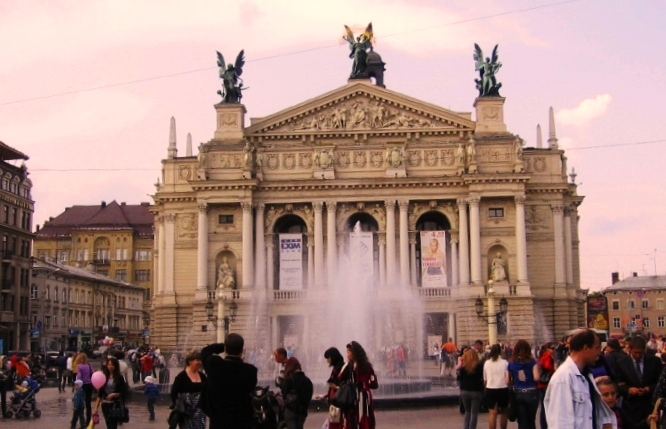
Nhà hát opera và ba-lê Lviv.
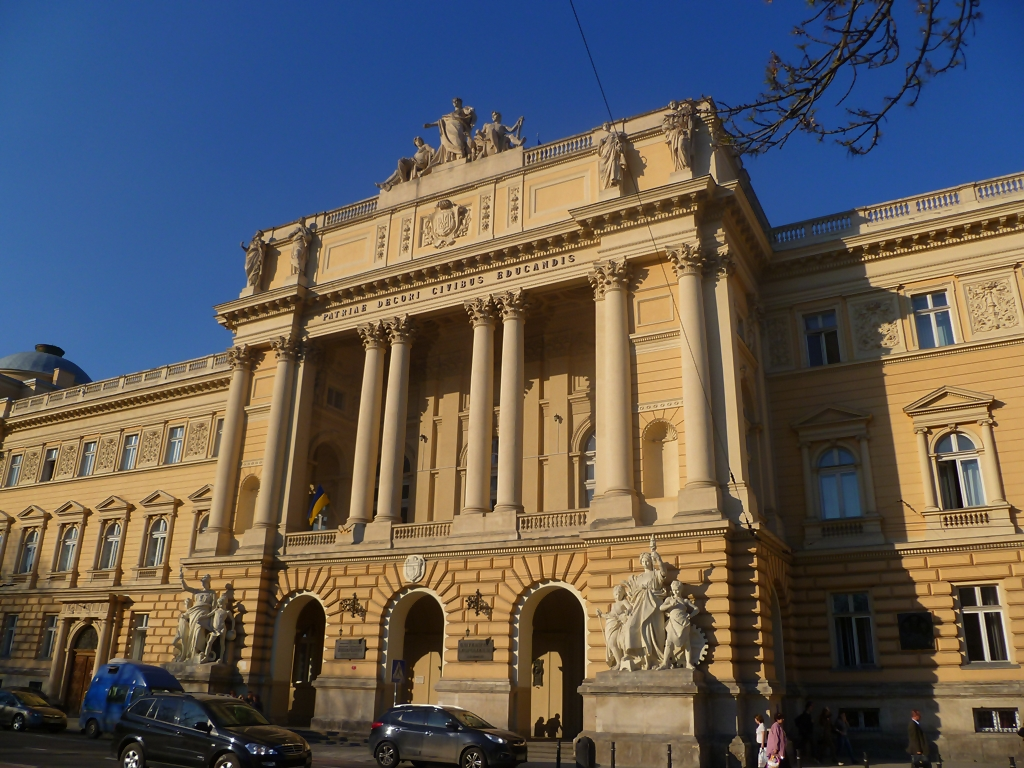
Đại học Quốc gia Lviv
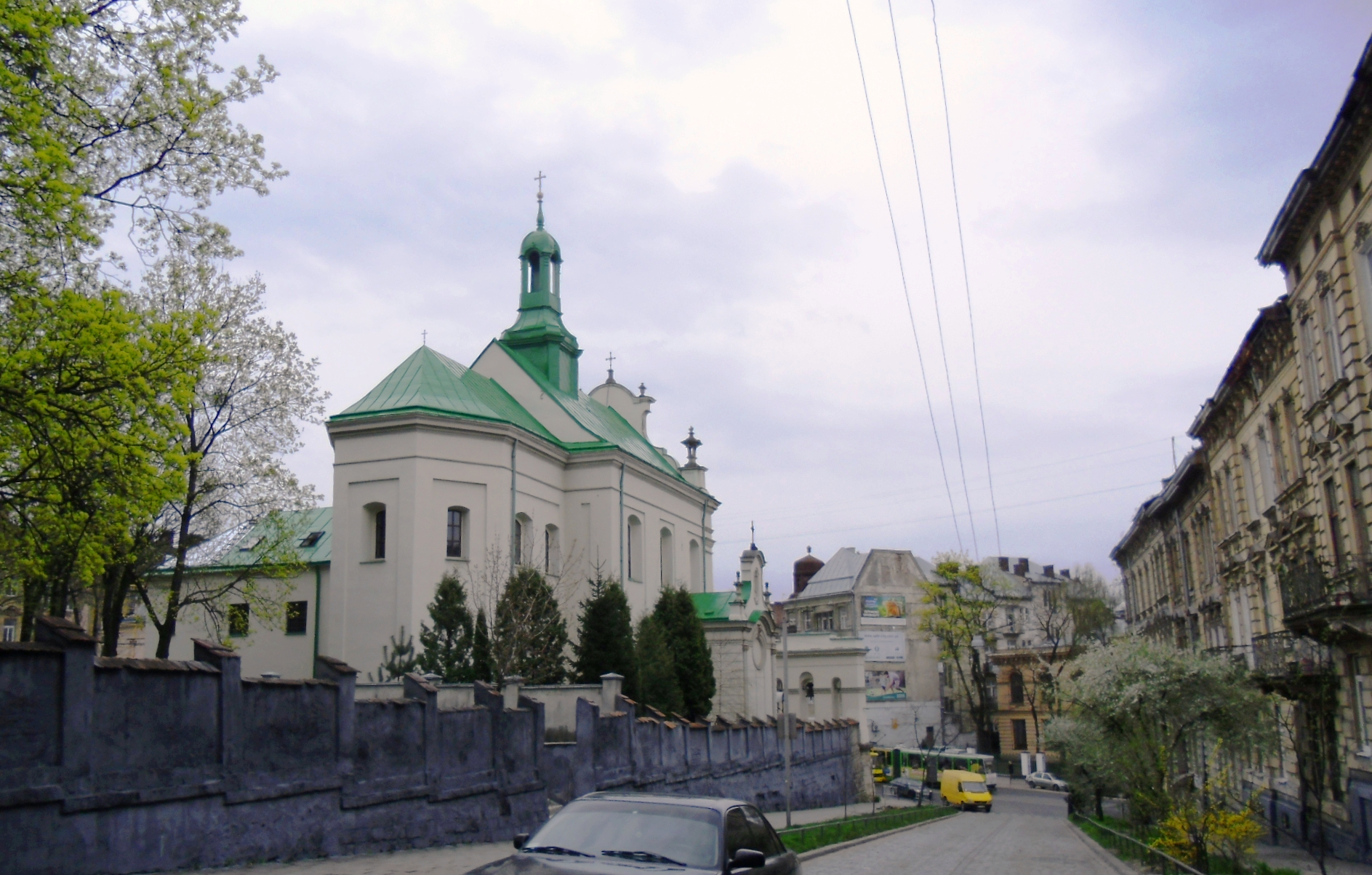
Giáo hội Công giáo La Mã Thánh Antôn Padua ở Lviv
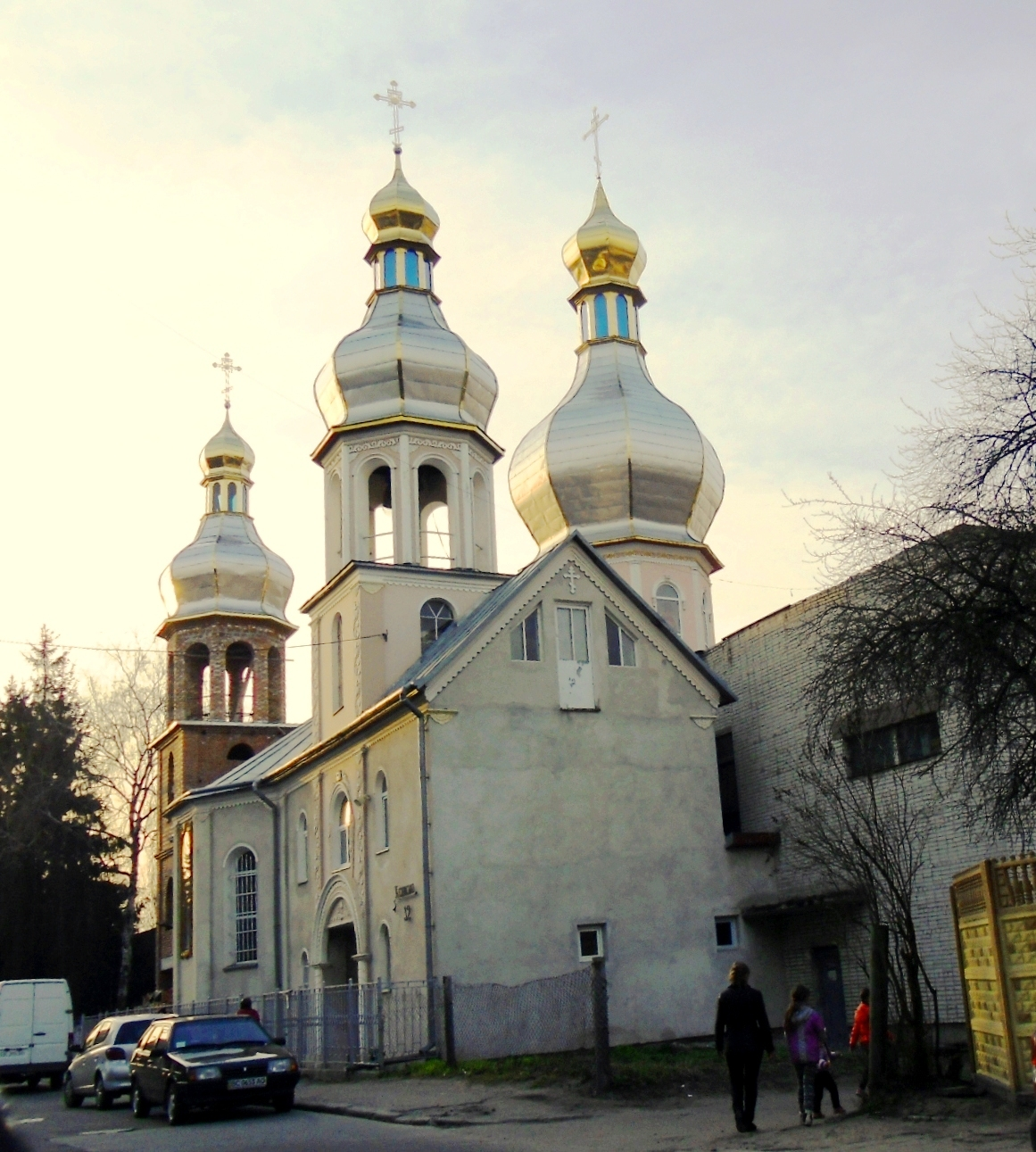
Nhà thờ thánh Michael Archangel (UAOC), Lviv.
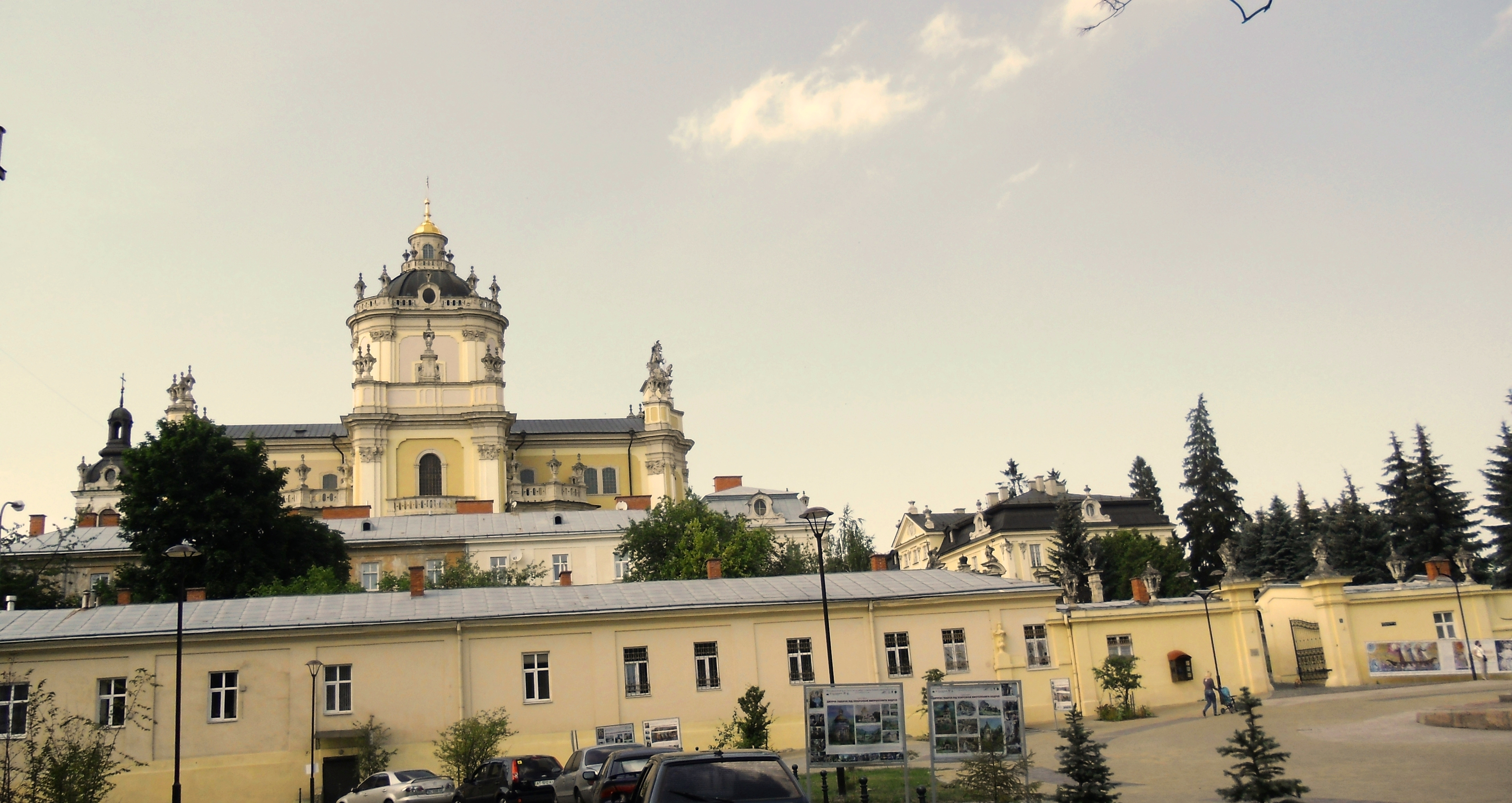
Nhà thờ St. George của UGCC, Lviv

## Lịch sử

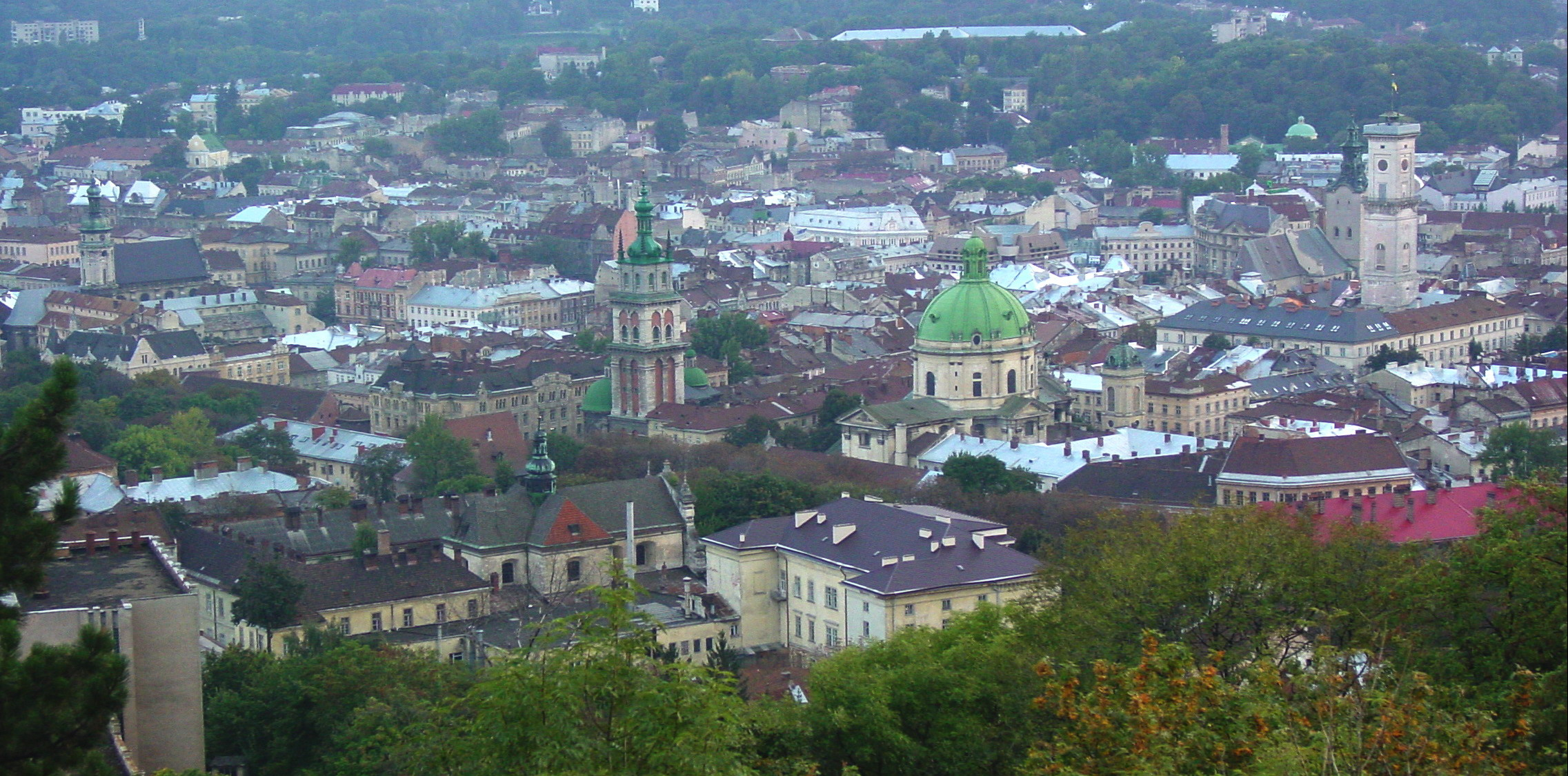
Thành phố Lviv từ lâu đài The High Castle

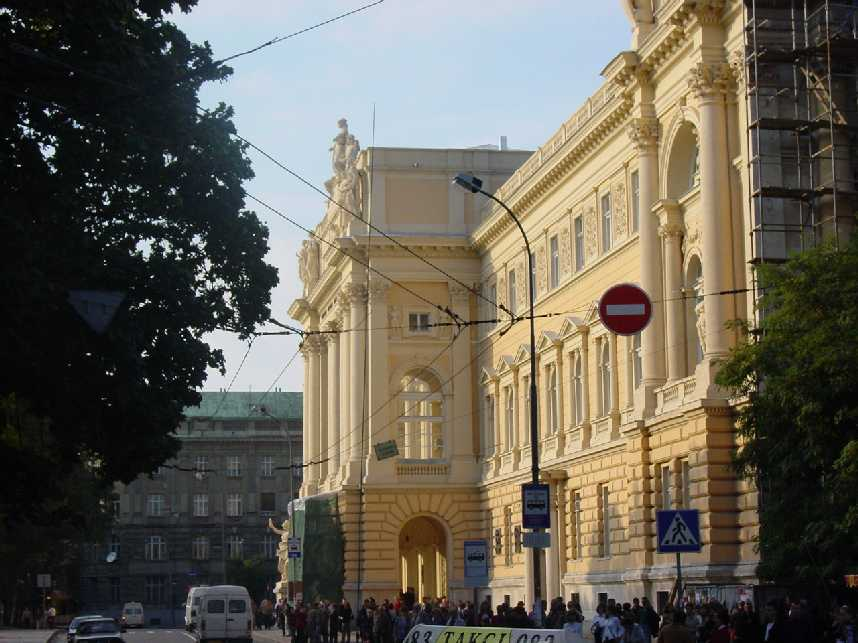
Trường đại học tổng hợp Lviv

## Khí hậu
| Dữ liệu khí hậu của Lviv                | Dữ liệu khí hậu của Lviv | Dữ liệu khí hậu của Lviv | Dữ liệu khí hậu của Lviv | Dữ liệu khí hậu của Lviv | Dữ liệu khí hậu của Lviv | Dữ liệu khí hậu của Lviv | Dữ liệu khí hậu của Lviv | Dữ liệu khí hậu của Lviv | Dữ liệu khí hậu của Lviv | Dữ liệu khí hậu của Lviv | Dữ liệu khí hậu của Lviv | Dữ liệu khí hậu của Lviv | Dữ liệu khí hậu của Lviv |
| Tháng                                   | 1                        | 2                        | 3                        | 4                        | 5                        | 6                        | 7                        | 8                        | 9                        | 10                       | 11                       | 12                       | Năm                      |
| --------------------------------------- | ------------------------ | ------------------------ | ------------------------ | ------------------------ | ------------------------ | ------------------------ | ------------------------ | ------------------------ | ------------------------ | ------------------------ | ------------------------ | ------------------------ | ------------------------ |
| Cao kỉ lục °C (°F)                      | 13.8 (56.8)              | 17.7 (63.9)              | 22.4 (72.3)              | 28.9 (84.0)              | 32.2 (90.0)              | 33.4 (92.1)              | 36.3 (97.3)              | 35.6 (96.1)              | 31.0 (87.8)              | 25.3 (77.5)              | 21.6 (70.9)              | 16.5 (61.7)              | 36.3 (97.3)              |
| Trung bình ngày tối đa °C (°F)          | −0.1 (31.8)              | 1.3 (34.3)               | 6.3 (43.3)               | 13.6 (56.5)              | 19.4 (66.9)              | 22.0 (71.6)              | 23.9 (75.0)              | 23.5 (74.3)              | 18.3 (64.9)              | 12.9 (55.2)              | 6.0 (42.8)               | 0.9 (33.6)               | 12.3 (54.1)              |
| Trung bình ngày °C (°F)                 | −3.1 (26.4)              | −2.2 (28.0)              | 1.9 (35.4)               | 8.3 (46.9)               | 13.8 (56.8)              | 16.4 (61.5)              | 18.3 (64.9)              | 17.7 (63.9)              | 13.0 (55.4)              | 8.1 (46.6)               | 2.6 (36.7)               | −1.8 (28.8)              | 7.8 (46.0)               |
| Tối thiểu trung bình ngày °C (°F)       | −6.1 (21.0)              | −5.5 (22.1)              | −1.7 (28.9)              | 3.6 (38.5)               | 8.4 (47.1)               | 11.3 (52.3)              | 13.2 (55.8)              | 12.5 (54.5)              | 8.4 (47.1)               | 4.1 (39.4)               | −0.3 (31.5)              | −4.6 (23.7)              | 3.6 (38.5)               |
| Thấp kỉ lục °C (°F)                     | −28.5 (−19.3)            | −29.5 (−21.1)            | −24.8 (−12.6)            | −12.1 (10.2)             | −5.0 (23.0)              | 0.5 (32.9)               | 4.5 (40.1)               | 2.6 (36.7)               | −3.0 (26.6)              | −13.2 (8.2)              | −17.6 (0.3)              | −25.6 (−14.1)            | −29.5 (−21.1)            |
| Lượng Giáng thủy trung bình mm (inches) | 40 (1.6)                 | 44 (1.7)                 | 45 (1.8)                 | 52 (2.0)                 | 89 (3.5)                 | 89 (3.5)                 | 96 (3.8)                 | 77 (3.0)                 | 67 (2.6)                 | 52 (2.0)                 | 49 (1.9)                 | 48 (1.9)                 | 748 (29.4)               |
| Số ngày mưa trung bình                  | 9                        | 9                        | 11                       | 14                       | 16                       | 17                       | 16                       | 14                       | 14                       | 14                       | 13                       | 11                       | 158                      |
| Số ngày tuyết rơi trung bình            | 17                       | 17                       | 11                       | 3                        | 0.1                      | 0                        | 0                        | 0                        | 0                        | 1                        | 8                        | 15                       | 72                       |
| Độ ẩm tương đối trung bình (%)          | 83                       | 81                       | 77                       | 69                       | 71                       | 74                       | 75                       | 76                       | 79                       | 80                       | 84                       | 85                       | 78                       |
| Số giờ nắng trung bình tháng            | 64                       | 79                       | 112                      | 188                      | 227                      | 238                      | 254                      | 222                      | 179                      | 148                      | 56                       | 37                       | 1.804                    |
| Nguồn 1: Pogoda.ru.net                  |                          |                          |                          |                          |                          |                          |                          |                          |                          |                          |                          |                          |                          |
| Nguồn 2: NOAA (nắng, 1961–1990)         |                          |                          |                          |                          |                          |                          |                          |                          |                          |                          |                          |                          |                          |

## Hành chính
- Halych district (ukr. Галицький район – Halytskyi raion)
- Zaliznytsia district (ukr. Залізничний район – Zaliznychnyi raion)
- Lychakiv district (ukr. Личаківський район – Lychakivs'kyi raion)
- Sykhiv district (ukr. Сихівський район – Sykhivs'kyi raion)
- Franko district (ukr. Франківський район – Frankivs'kyi raion)
- Shevchenko district (ukr. Шевченківський район – Shevchenkivs'kyi raion)

Notable suburbs include:
- Vynnyky (ukr. місто Винники)
- Briukhovychi (ukr. селище Брюховичі)
- Rudne (ukr. селище Рудне)

## Những công dân Lviv nổi tiếng

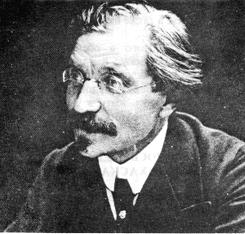
Sholem Aleichem

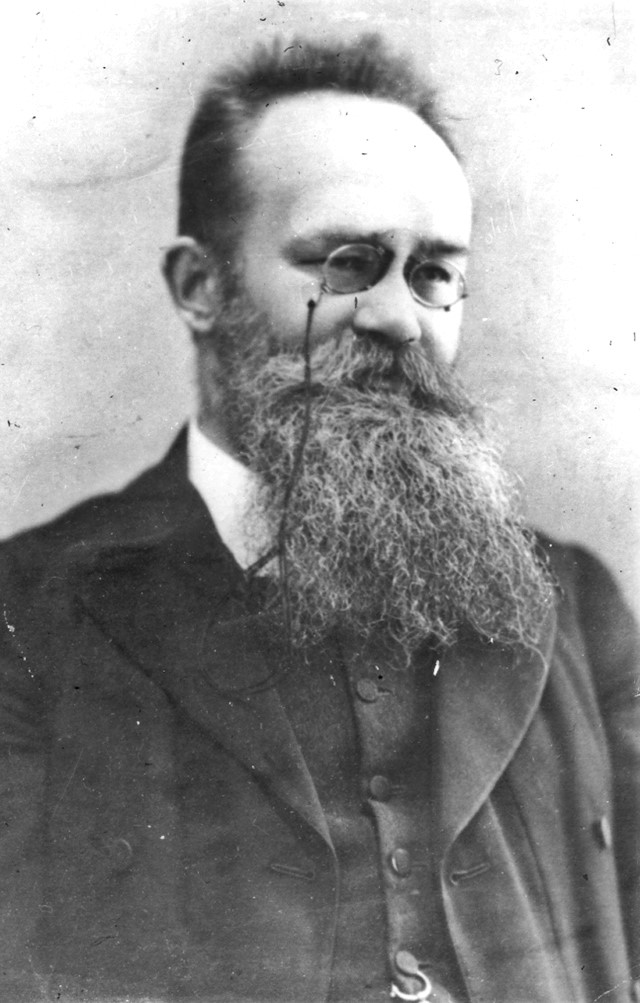
Mykhailo Hrushevsky

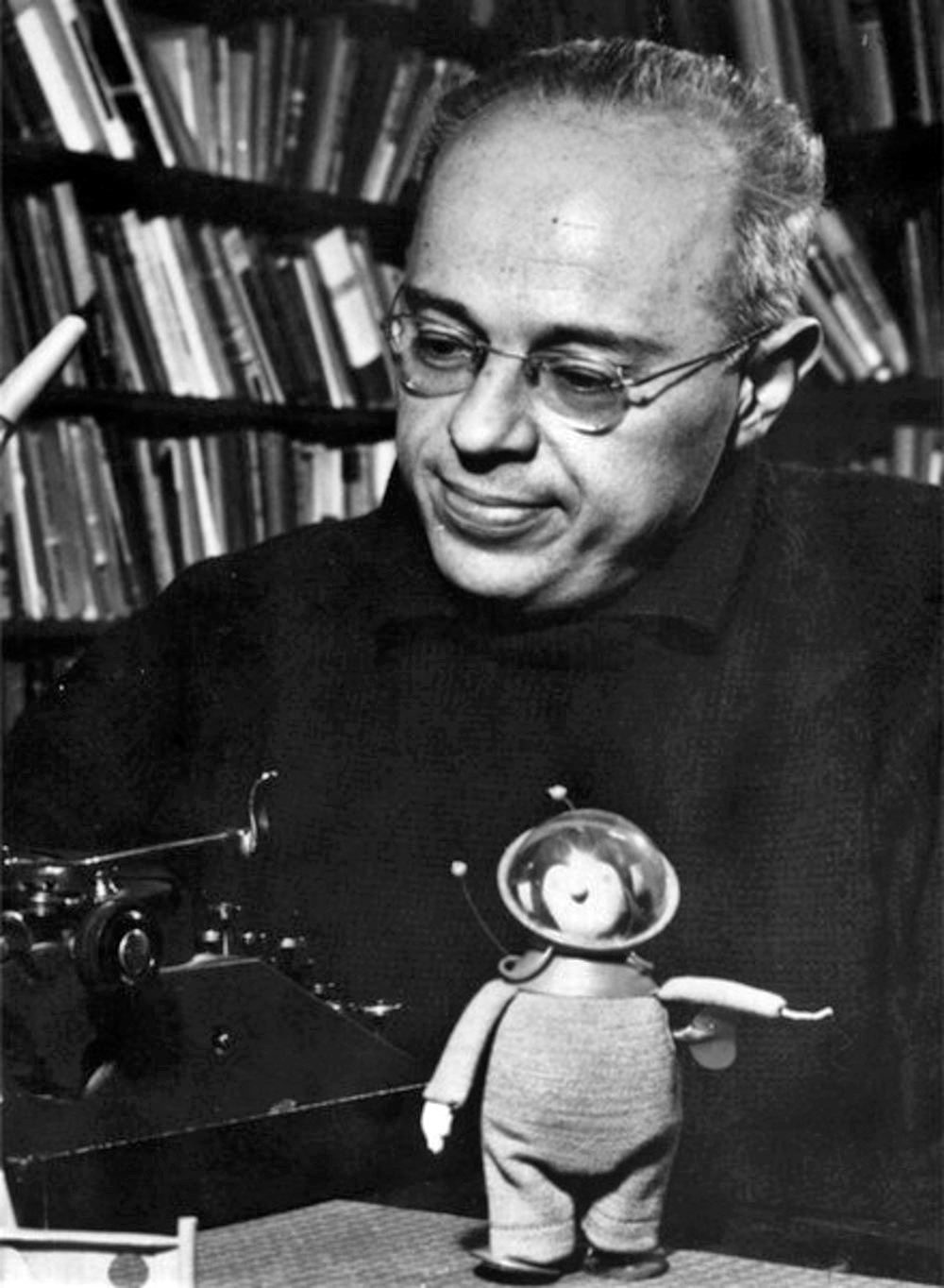
Stanisław Lem

Iryna Vilde.

- Sholem Aleichem, nhà văn, nhà viết kịch người Yiddish
- Bohdan-Ihor Antonych, nhà thơ Ukraina
- Muhammad Asad, nhà văn
- Emanuel Ax, nhạc sĩ piano
- Stefan Banach, nhà toán học người Ba Lan
- Yuri Bashmet, nhạc sĩ viola
- Alexander Beliavsky, Ukrainian chess grandmaster
- Roman Bezpalkiv, Ukrainian painter
- Wojciech Bobowski, dragoman và nhạc sĩ của Đế quốc Ottoman, người đầu tiên dịch Kinh Thánh sang tiếng Thổ Nhĩ Kỳ Ottoman
- Michał Piotr Boym, preacher, sinologist, nhà du hành, người làm bản đồ, người phiên dịch, đại sứ, triết gia, philologist, nhà sinh vật học, thực vật học, bác sĩ
- Tadeusz Bór-Komorowski, tướng lĩnh quân đội người Ba Lan
- Solomon Buber (1827–1906), nhà văn, triết gia, chủ ngân hàng
- Tadeusz Brzeziński, đại sứ Ba Lan, cha của Zbigniew Brzeziński, người tư vấn về an ninh quốc gia cho Tổng thống Jimmy Carter
- Martin Buber, triết gia người Áo-Israel
- Vyacheslav Chornovil, chính trị gia người Ukraina
- Albert Franz Doppler (1821–1883), Flute virtuoso and composer
- Krystyna Feldman, diễn viên người Ba Lan
- Ludwik Fleck, bác sĩ, nhà sinh vật học người Ba Lan
- Ivan Franko, triết gia, nhà văn người Ukraina
- Aleksander Fredro, Polish poet, playwright
- Leo Fuchs, actor
- Eugeniusz Geppert, Polish painter
- Maurice Goldhaber, physicist
- Kazimierz Górski, Polish football coach
- Zbigniew Herbert, Polish poet, writer
- Mykhailo Hrushevsky, Ukrainian academician, politician
- Lubomyr Husar, Archbishop of the Ukrainian Catholic Church
- Danylo Ishutin, Ukrainian professional gaming player
- Vassily Ivanchuk, Ukrainian chess grandmaster
- Volodymyr Ivasiuk, Ukrainian composer
- Michał Karaszewicz-Tokarzewski, Polish military leader
- Faina Kirschenbaum, Israeli politician[3]
- Filaret Kolessa, Ukrainian ethnographer, composer
- Maria Konopnicka, Polish poet, writer
- Solomiya Krushelnytska, Ukrainian opera singer
- Les Kurbas, Ukrainian movie and theater director,actor
- Jacek Kuroń, Polish politic
- Ivan Krypiakevych, Ukrainian historian, academician, professor of Lviv University
- Oleh Krysa, Ukrainian violinist, professor
- Stanisław Lem, Polish writer
- Oleh Luzhny, Ukrainian former professional footballer, current assistant manager of FC Dynamo Kyiv
- Stanislav Liudkevych, Ukrainian composer
- Karol Mikuli (1819–1897), Polish pianist, Chopin's student
- Ludwig von Mises, Austrian-US American economist
- Gabriela Moyseowicz, Polish composer, pianist
- Franz Xavier Mozart, composer
- Paul Muni, actor
- Aleksander Myszuga, Polish opera singer
- Karl Radek (1885–1939), political activist
- Moriz Rosenthal (1862–1946), Polish pianist, composer.
- Joseph Roth, Austrian writer
- Tadeusz Rychter, Polish painter
- Ruslana (1973), Ukrainian pop singer
- Leopold von Sacher-Masoch, Austrian writer
- Pinchas Sadeh (born Pinchas Feldman, 1929–94), Polish-born Israeli novelist and poet
- Markiyan Shashkevych, Ukrainian writer
- Andrey Sheptytsky, Ukrainian philanthropist, benefactor, founder of Lviv National Museum,Metropolitan Archbishop
- Myroslav Skoryk, Ukrainian composer
- Leopold Staff, Polish modernist poet
- Vasyl Stefanyk, Ukrainian writer
- Adam Ulam, Polish historian
- Stanisław Ulam, Polish mathematician
- Ivan Vakarchuk, Ukrainian physicist, rector of the Lviv National University
- Svyatoslav Vakarchuk, Ukrainian rock musician
- Elena Sergeyevna Vesnina
- de [Debora Vogel] (1902–1942), writer, poet
- Iryna Vilde (1907-1982), Ukrainian writer
- Simon Wiesenthal, Holocaust survivor and Nazi hunter
- Adam Zagajewski, Polish poet
- Gabriela Zapolska, Polish playwright, actress
- Casimir Zeglen, Inventor of the Bulletproof vest

## Quan hệ quốc tế

### Các thành phố song sinh và kết nghĩa

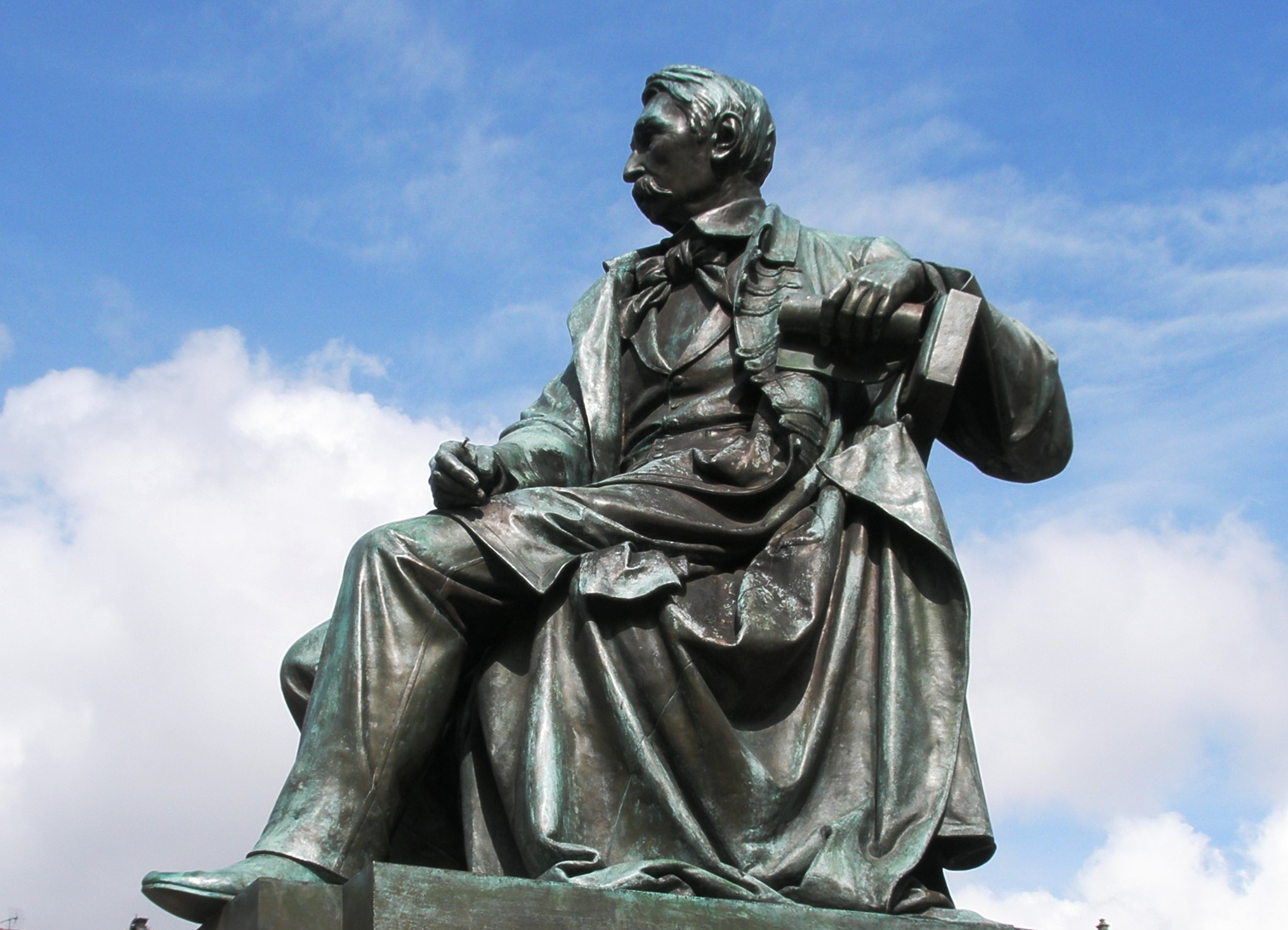
Aleksander Fredro monument, moved from Lviv to Wrocław, its sister city, after World War II.

| City                 | State                | Năm  |
| -------------------- | -------------------- | ---- |
| Winnipeg             | Canada               | 1973 |
| Freiburg im Breisgau | Đức                  | 1989 |
| Rzeszów              | Ba Lan               | 1992 |
| Rochdale             | Anh Quốc             | 1992 |
| Budapest             | Hungary              | 1993 |
| Rishon LeZion        | Israel               | 1993 |
| Przemyśl             | Ba Lan               | 1995 |
| Kraków               | Ba Lan               | 1995 |
| Grozny               | Nga                  | 1998 |
| Novi Sad             | Serbia               | 1999 |
| Samarkand            | Uzbekistan           | 2000 |
| Kutaisi              | Gruzia               | 2002 |
| Wrocław              | Ba Lan               | 2003 |
| Łódź                 | Ba Lan               | 2003 |
| Banja Luka           | Bosna và Hercegovina | 2004 |
| Lublin               | Ba Lan               | 2004 |
| Saint Petersburg     | Nga                  | 2006 |
| Parma, Ohio          | Hoa Kỳ               | 2013 |